# Polemi
Polemi (griechisch Πολέμι) ist eine Gemeinde im Bezirk Paphos in der Republik Zypern. Bei der Volkszählung im Jahr 2021 hatte sie 870 Einwohner.

## Name
Es wird angenommen, dass der Ortsname vom Namen eines byzantinischen Siedlers oder Besitzers des Gebiets stammt, ein unter den Byzantinern üblicher Name. Laut Leontios Machairas wurde Polemios jedoch auch als „Alamanos“-Heiliger Zyperns bezeichnet, sodass der Ortsname wahrscheinlich von der Verehrung dieses Heiligen stammt.

## Lage und Umgebung

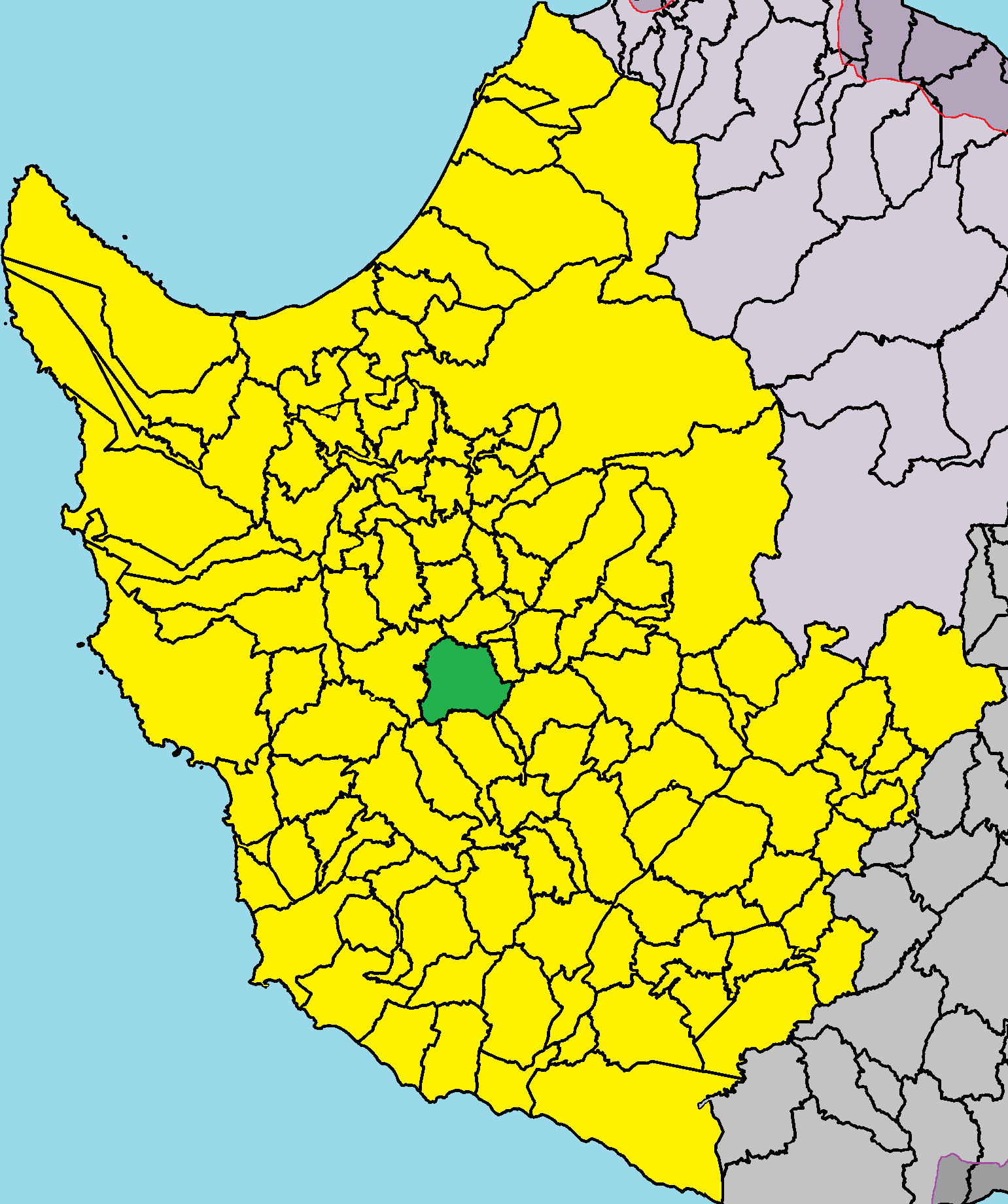
Lage im Bezirk Paphos

Polemi liegt im Westen der Mittelmeerinsel Zypern auf einer Höhe von etwa 450 Metern, etwa 19 Kilometer nordöstlich von Paphos, 81 Kilometer nordwestlich von Limassol und 154 Kilometer südwestlich von Nikosia. Das 11,5389 Quadratkilometer große Dorf grenzt im Norden an Thrinia, im Osten an Psathi und Choulou, im Süden an Kourdaka, Letymvou und Kallepia und im Westen an Stroumbi. Das Dorf kann über die Straße E703 erreicht werden.
Die durchschnittliche jährliche Niederschlagsmenge beträgt etwa 637 Millimeter. In der Umgebung wachsen Weinreben, einige Obstbäume, Zitrusfrüchte, Mandeln, Oliven und Bohnen. Geologisch betrachtet wird das Gemeindegebiet vom Gips der Kalavasos-Formation, den Ablagerungen der Nikosia-Formation (Kalksandsteine, Geröll und Sandsteinmergel) und den jüngsten alluvialen Ablagerungen des Holozäns dominiert. Auf diesen Gesteinen entwickelten sich kalkhaltige Böden.

## Geschichte
Polemi existiert seit dem Mittelalter unter demselben Namen. Während der fränkischen Zeit war es laut Louis de Mas Latrie ein privates Herrenhaus. Dem Ortsnamen sowie anderen Hinweisen nach könnte es vor der fränkischen Zeit, während der byzantinischen Zeit gegründet worden sein. Florios Voustronios erwähnt Polemi als Lehen während der Frankenzeit. Er erwähnt auch, dass Polemi, während der von König Jakob II. im Jahr 1460 durchführten Neuverteilung der Lehen, dem Beamten Ioannis Mistakiel übergeben wurde.
Das Dorf war von dem verheerenden Erdbeben von 1953 betroffen.

### Bevölkerungsentwicklung
Die folgende Tabelle zeigt die Bevölkerung des Dorfes, wie sie in den in Zypern durchgeführten Volkszählungen erfasst wurde.
| Jahr      | 1881 | 1891 | 1901 | 1911 | 1921 | 1931 | 1946 | 1960 | 1976 | 1982 | 1992 | 2001 | 2011 | 2021 |
| Einwohner | 354  | 398  | 445  | 495  | 522  | 521  | 754  | 880  | 795  | 726  | 726  | 705  | 848  | 870  |